# マロリオン物語
『マロリオン物語』（マロリオンものがたり、The Malloreon）は、アメリカの作家デイヴィッド・エディングスによって書かれたファンタジー小説。全5巻（旧翻訳版は10巻）で構成。日本語訳はハヤカワ文庫FTから発行されている。

## 概要
前日譚となる『ベルガリアード物語』に残された謎や、登場人物たちの新たな活躍が描かれる。『ベルガリアード物語』ではセンダリア（Sendaria）をはじめとする西方諸国が主な舞台であったが、本作はマロリー（Mallorea）をはじめ、それまで存在が読者に明かされていなかった東方大陸の国々が主な舞台となる。
続編としてベルガラスやポルガラの過去の話である『魔術師ベルガラス』『女魔術師ポルガラ』、舞台となる世界の解説書「The Rivan Codex」（日本語未訳）がある。

## ストーリー
リヴァ王にして『西方の大君主』となったガリオンは、西方諸国の諸問題に頭を悩ませる日々を送っていた。しかし、邪神トラクとの死闘から2年後、彼はある警告を耳にする。
「ザンドラマスに気をつけよ」
ガリオンは政務の傍ら、『祖父』ベルガラスとともにこの警告について調べる日々を送っていたが、彼の身辺で次々に事件が勃発する。風の島を護ってきた《リヴァの番人》ブランドの暗殺、妻セ・ネドラの暗殺未遂事件、熊神教勢力の急成長、そして愛息・ゲラン王子の誘拐事件。
困惑する彼のもとに女予言者シラディスの幻影と大男トスが現れる。シラディスは言う。ゲラン誘拐事件の陰には『ザンドラマス』とサルディオン（アンガラク国家では『クトラグ・サルディウス』）の存在があること、ゲランを救うためには必ず予言通りに旅の仲間を揃えなければならないこと。決戦の場所は『もはや存在しない場所』であること。そして、旅の仲間の選択を、探索すべき道をひとつでも間違えればガリオンはいやでもゲランを殺すことになり、すべての探索が上手くいったとしても仲間のうち1名が必ず命を落とすこと。
ガリオンは常に抱いている「どうして僕が?」という戸惑いを抱きながら、再び旅にでる。そんな彼にセ・ネドラ、ベルガラス・ポルガラの父娘、ポルガラの夫ダーニク、謎多き少年エランドといったかつての旅の仲間たちや、【女狩人】、【物いわぬ男】といった新たな仲間も加わる。旅の過程で彼は「どうして僕が?」という長年の問いに対する答えを見つけ、受け入れていく。
かつては敵であった者たちや謎の存在である予言者たちとの出会いを交え、旅は西方大陸から東方諸国へと続く。はるか昔から続く2つの予言の争いは、再びガリオンを《光の子》として最終的な選択の場へと誘う。

## タイトル
括弧内は原題
1. 西方の大君主（Guardians of the West） 2006年1月出版、ISBN 4-15-020407-1
  - 西方の守護者/熊神教徒の逆襲（旧版）
2. 砂漠の狂王（King of the Murgos） 2006年2月出版、ISBN 4-15-020409-8
  - マーゴスの王/禁じられた呪文（旧版）
3. 異形の道化師（Demon Lord of Karanda） 2006年3月出版、ISBN 4-15-020411-X
  - 疫病帝国/カランダの魔神（旧版）
4. 闇に選ばれし魔女（Sorceress of Darshiva） 2006年4月出版、ISBN 4-15-020413-6
  - メルセネの錬金術師/ダーシヴァの魔女（旧版）
5. 宿命の子ら（The Seeress of Kell） 2006年5月出版、ISBN 4-15-020415-2
  - ケルの女予言者/宿命の戦い（旧版）

## 主要な登場人物

### 主人公の一族
※【】内は予言に登場する呼び名である。
ガリオン（Garion、ベルガリオン (Belgarion) ）：【選ばれし者】、【光の子】
この物語の主人公。リヴァ王。魔術師にして《光の子》。《アルダーの珠》の守護者で、《珠》を柄頭につけた巨大な剣《リヴァ王の剣》が武器。右の手のひらにであざ（特別な運命を背負った者特有の印）がある。『西方の大君主』という立場ゆえ、常に西方諸国の問題を押し付けられている。しかし、誘拐された息子を救い、《光と闇の対決》に再度決着をつけるべく、宿命に身を押される形で旅に出る。
セ・ネドラ（Ce'Nedra）：【世界の女王】
ガリオンの妻にして、リヴァの『女王』。トルネドラ帝国皇帝ラン・ボルーン23世の一人娘にして、木の精霊ドリュアドでもある。前作『ベルガリアード物語』で見られたわがままぶりは、一国の王妃としての義務と使命や人間的な成長、そして愛息の誘拐をはじめとする様々な事件のせいで、なりをひそめる。ザンドラマスの精神攻撃の標的になることが多い。旅の仲間。
ゲラン（Geran）
ガリオンとセ・ネドラの息子。リヴァの王子。《アルダーの珠》に触れる儀式を終え、父ガリオンが留守にしている最中、ザンドラマスに誘拐される。彼を探す旅はやがて《光と闇の最終対決》につながっていく。
ベルガラス（Belgarath）：【愛される永遠なる者】
アルダーの弟子にして7000年の時を生きる伝説の魔術師。化身は灰色の狼。彼の印は胸部（心臓の真上）にある。外見に気を配っておらず、前作では浮浪者と勘違いされることもあった。ガリオンの『祖父』であり、彼の単純明快すぎる思考や行動をしょっちゅう叱っている《指南役》でもある。今回の旅ではそれまで通り「『父』として、導き、育み、守る役割」を担うことになる。
ポルガラ（Polgara）
ベルガラスの娘にしてアルダーの弟子。3000年の時を生きる伝説の女魔術師で、たぐいまれなる美貌と強大な意志と豊かな知恵の持ち主。黒髪だが、額のひと房の髪だけ印として白髪化している。化身は純白の梟。ガリオンの『おば』であり『母親』でもある。《アルダーの谷》でダーニクと夫婦水入らずで暮らすが、事あるごとに一族の世話を焼いている。今回の旅ではそれまで通り「『母』として導き、育み、守る役割」を担う。
ダーニク（Durnik）：【二つの命を持つ男】
ポルガラの夫。センダリア人。前作の終盤で死亡するも、ポルガラと同等の魔術を使える存在として復活。本業は鍛冶屋。妻のポルガラや義父のベルガラス、エランドとともに《アルダーの谷》で静かに暮らしていたが、予言により妻や義父やエランドとともにゲランの行方を追うことになる。センダリアの善人であり、大の釣りバカである。旅の仲間。
ポレドラ（Poledra）：【見張り女】(Woman Who Watches)
ベルガラスの妻であり、ポルガラとリヴァ王家の初代王妃ベルダラン（Beldaran）の母。正体は青い光を放つ狼。ポルガラとベルダランを出産した際に死亡したと信じられている。

### 旅の仲間
※【】内は予言登場する呼び名である。
エランド（Errand、エリオンド （Eriond） とも）：【珠かつぎ】
出自不明の少年。前作では語彙が乏しかったが、ポルガラ夫妻に育てられたおかげで『ふつうに』喋れるようになった。最初に《アルダー谷》でシラディスの幻影に会ったり、謎の《敵》からの死の宣告を聴いて応酬するなど、前作以上に不可思議な能力を発揮させ、神々の父・ウルから『エリオンド』の名を貰う。実は壮大な使命を秘めている。
シルク（Silk、ケルダー王子 (Prince Kheldar) ）：【案内人】
ドラスニアの王子にしてドラスニア屈指の敏腕スパイ。口の上手さと身のこなしのよさ、悪党ぶりと人をからかうような口調は、相変わらずどころか前作以上にパワーアップしている。相棒のナドラク人商人ヤーブレックと組んで商売を繁盛させ、世界一の大富豪になるが、スパイとしての腕前は衰えていない。シラディスの言葉を聞いて即座に己の役割を意識し、ガリオンに旅に出るよう促す。武器は衣服の随所に隠してある短剣。
リセル（Liselle、ヴェルヴェット (Velvet) とも）：【女狩人】(Huntress)
ドラスニアの貴族にして敏腕女スパイ。ドラスニア情報局のリーダー・ジャヴェリンことケンドン辺境伯の姪。変装して敵の陣地に飛び込んで情報を教えたり、シルクと奸計を講じたりするなど勇敢で抜け目のない性格。えくぼと懐剣と首締め具（ギャロット）が武器で、命に関わるミッションでも拒まずこなす。幼少の頃からシルクに恋心を抱いている。ガリオンたちとともに旅をする裏で、ある使命を帯びている。
トス（Toth）：【物言わぬ男】(Silent Man)
ダル人の巨漢で、シラディスのパートナー的存在。言葉が喋れない。幻影として現れたシラディスの命に従い、旅の仲間となる。言葉を喋らないかわりに表情やジェスチャーで感情を表現する。ダーニクの親友兼釣り仲間。武器は最初から携えていた棍棒と、盛り上がった筋肉から繰り出される怪力。
サディ（Sadi）：【男ならぬ男】(Man who is no Man)
ニーサ人にしてニーサの女王サルミスラの宦官。前作では宦官長としてサルミスラに仕え、終盤ではセ・ネドラの父ラン・ボルーン23世と仲良く談笑する場面が見られた。しかし、今回はある事情によりニーサ追放中である。様々な種類の薬を携え、毒蛇・ジスを従えている。主な武器はジスと毒を塗った短剣であり、常に手抜かりのないよう行動する。彼の従える毒蛇は、やがてガリオンたちに意外な人物との交流をもたらすことになる。
ザカーズ（Zakath）：【からっぽの者】(Empty One)
マロリー皇帝。前作ではポルガラやセ・ネドラたちをトラクの眠る地クトル・ミシュラクに連行した。もともとは優れた感受性と頭の回転の速さをあわせもった、『名君』と呼ばれるにふさわしい男であったが、ある事件がきっかけで変貌。礼節に富んだ一面と残忍極まりない一面をもつやり手の政治家となり、権力と猫しか愛せなくなる。紆余曲折の末、ガリオンの大切な友人のひとりとなる。
シラディス（Cyradis）
ケルの女予言者。幻影としてエランドやガリオンたちの前に現れ、彼らを導く。予言者の習慣として目を布で覆い、彼らの到来を待ち続ける。本作品最大のキーキャラクター。

### 友人・仲間
※【】内は予言登場する呼び名である。
バラク（Barak）：【恐ろしい熊】
チェレク王・アンヘグの従兄弟にして伯爵。前作ではガリオンに剣術を教える一方、ガリオンの身に危険が及んだとき、凶暴な熊に変身して彼を護っていた。その使命は息子のウンラクにも引き継がれている（ウンラクはゲランの身に危険が及んだときに変身する）。しかし、シラディスから今回の探索にまつわる予言に名前がなく、仮に参加すればガリオンに不幸をもたらすことを知らされたため、やむなく不参加。しかし、ウンラクの一言が彼を意外な行動に走らせる。
レルドリン（Lelldorin）：【弓師】
アストゥリア（＝アスター）人の弓の達人。ガリオンの無二の親友。前作では、登場から結末まで、熱血漢で直情的で単純かつトラブルメーカーな面を常に見せてくれた。そのトラブルメーカーぶりは今作でも健在だが、いざというときには頼りになる存在。今回の旅への参加に積極的だったが、バラクと同じ理由により参加を諦めざるをえなくなった。
マンドラレン（Mandorallen）：【護衛の騎士】
ミンブル人最強の騎士。前作では槍や剣を駆使して敵を次々と駆逐する、ガリオン一行の戦闘の《要》であり、セ・ネドラの『騎士』として西方諸国とアンガラク国家との戦争に従軍した。が、バラクと同じ理由により王子探索の旅への参加を泣く泣く断念。ガリオンたちのいなくなった西方諸国を護る役目に就くことに。本作ではついに悲恋を成就させることになる。
ヘター（Hettar）：【馬の首長】
アルガリア人。アルガリア王チョ・ハグの養子にしてガリオンの義理のいとこ（妻はガリオンの母方のいとこ・アダーラ）。前作では馬の言葉を聞ける《シャ・ダリム》の能力をベルガラスに買われ、サーベルを巧みに操って、実の両親の敵であるマーゴ人を倒してきた。が、今回はバラクと同じ理由により、不本意ながら旅に参加できず。
レルグ（Relg）：【盲目の男】
ウルゴ人。前作では神・ウルの命に基づいてガリオン一行を助ける一方で、宗教的な罪という理由から他者との肉体的接触を拒んできたが、【絶えた種族の母】ことマラゴー人の最後の生き残り・タイバとの結婚によりマラゴー人の種族再生を担うことになる。と同時に、次代のウルゴ人の指導者ゴリムとなる息子をもうける。そのおかげか、前作にくらべて寛大になった。今回の旅には妻のタイバともども不参加。
ベルディン（Beldin）
アルダーの弟子で、ポルガラの『育ての親』でもある。醜い姿で背中にこぶがある。悪態をつくのが上手い。化身は青い縞の鷹である。見た目からは到底考えられないほどの完璧主義者で哲学者でもある。同門のベルガラスとは憎まれ口を叩きあうが、それだけふたりの絆は強い。哲学的な物の見方をするダーニクと馬が合う。
ウルギット (Urgit)
マーゴ王。前王タウル・ウルガスの二人目の妻の三番目の息子。策謀家で、血で血を洗う権力争いのすえ王位に就いた。しかし、ウルガスの血を引いておらず、実はシルクの異母弟であることが判明。マロリーの侵略に対抗して西方諸国との同盟を模索する。異母兄シルクから様々な事柄を教えてもらう。
ヤーブレック (Yarblek)
ナドラク人商人。前作ではその頭のキレの良さと悪党ぶりを発揮してガリオンたち（※主にシルク）をささやかながらサポートしてきた。本作では、シルクのパートナーとして世界的な商業組織を運営している。ヴェラに翻弄されながらも前作以上にその頭脳を駆使し、シルクとドラスニア王国の摂政ポレン王妃の『橋渡し役』として、ガリオンたちを助けることになる。
ヴェラ (Vella)
ナドラクの美女。ヤーブレックに所有されるが自由奔放で激しい気性を持つ。ベルディンに悪態のつき方を習う一方、マロリーで出逢った道化師フェルデガーストとたいへん仲良くなる。

### 敵
アガチャク（Agachak）
マーゴ人世界において最大の権力をにぎるグロリム高僧。クトル・マーゴスの南にあるウルガ軍管区の街ラク・ウルガに本拠地を構える。グロリムの教会勢力のトップに立つという野望を抱いており、ザンドラマスやウルヴォンを敵視している。
チャバト（Chabat）
アガチャクの側近で、女性としては異例の出世を果たした高僧グロリム。顔にグロリム独特の刺青を彫っている。生贄の血を好むサディストな一面を持つ。その出世には裏があり、禁断の術の研究を密かに行っている。
ナラダス（Naradas）
ザンドラマスに従うグロリム高僧。両目が瞳孔以外真っ白という異形の男で、ガリオンたちの消息を血眼で追い続ける。
ハラカン（Harakan、ウルフガー(Ulfgar) などの別名もあり）
ウルヴォンに従うグロリム高僧。正体はチャンディム。チェレクで熊神教徒と偽り、反乱を起こそうとガリオンたちアローン人国家の王をかく乱する。
ウルヴォン（Urvon）
トラクの3人の弟子の一人にして唯一の生き残り。ゼダー、クトゥーチクといった他の弟子に比べれば魔術は上手くないが、世渡りは上手い。ベルディンが憎悪を抱く存在であり、トラクですら彼を嫌っていた。マロリーにおいてトラクの死後も勢力を維持しており、同じグロリムであるザンドラマスの行動を邪魔しようと画策している。
ザンドラマス（Zandramas）
ダーシヴァ出身のグロリム高僧女性。魔女。今回の予言における《闇の子》。ガリオンの息子ゲランを誘拐した真犯人であり、ゲランとともに、もうひとつの《珠》サルディオン（クトラグ・サルディウス）のもとへ向かっている。

### 神々
アルダー（Aldur）
人間を創造した神の中で、唯一自身の民を持たなかった神。兄弟のなかでは最年長である。民を持つ代わりに、《言葉》と《意志》の力を若者たちに教え、ベルガラスをはじめとする魔術師を育て上げた。また、石を転がし、光の運命を秘めた《アルダーの珠》を創造した。本作はこの《珠》の出自が物語のキーとなる。
ベラー（Belar）
アローン人の神。兄弟のなかで最も若い。シンボルとなる動物は熊。長兄アルダーと結託し、トラクから《アルダーの珠》を奪還すべく、民を治めていた王族にトラクのいるマロリーに行くよう命じた。のちに《アルダーの珠》の守護者となったリヴァ王国の祖《鉄拳》リヴァのために空からふたつの星を降らせ、リヴァはこの星で巨大な剣を造った。この剣がベルガリオンの武器である。
※アローン人はのちに、リヴァ人・チェレク人・ドラスニア人・アルガリア人に分化する。
チャルダン（Chaldan）
アレンド人の神。シンボルとなる動物は雄牛。
※アレンド人はのちに、アスター人・ミンブル人・ワキューン人に分化し、民族紛争が激しくなる。そのうちワキューン人の殆どは彼らの都とともに滅び、センダリア人の祖となる。
イサ（Issa）
ニーサ人の神。シンボルとなる動物は蛇。非常に怠惰な性格で、長いこと眠り続けていた。彼に仕えていた巫女サルミスラを寵愛していたが、数千年ぶりに覚醒した彼は本物のサルミスラの死を知らされ、現在のサルミスラが彼を裏切ってもなお、彼女に恩赦を与えた。
ネドラ（Nedra）
トルネドラ人の神。シンボルとなる動物は獅子。強欲な性格の持ち主。自身の民が管理する自身の神殿にしか現れないらしい。自身の民がマラゴー人を虐殺したことを知った彼は、罰としてマー・テリンの修道士たちにマラゴー人の魂を慰め、無事に昇天させる使命を与えた。
マラ（Mara）
マラゴー人（Marags）の神。シンボルとなる動物は蝙蝠。かつては兄弟ネドラの民・トルネドラ人によって自身の民が滅ぼされたことを嘆き慟哭する日々を送り、トルネドラ人を激しく憎んでいた。が、マラゴー人の唯一の生き残り・タイバの存在を知り、彼女の夫レルグに民族再生の希望を見出す。
トラク（Torak）
かつてアンガラク人（Angaraks）を治めていた神々。唯一人間に殺された。シンボルとなる動物は竜。『アンガラクの竜神』『隻眼の邪神』と人間から恐れられていた。兄アルダーから《アルダーの珠》を盗み、それを取り戻すべく兄弟や彼らが率いる人間と戦争を起こした際、《珠》を天にかかげ、大陸を東西に二分した。その結果、《珠》が発した青い炎により、《珠》をかかげ持っていた左腕と顔の左半分を火傷で激しく損傷し、《珠》を見つめていた左目を失った。
『ベルガリアード物語』でベルガリオンと壮絶な戦いを繰り広げた末、ベルガリオンの前に倒れた。
※のちにアンガラク人はマロリー人・ナドラク人・タール人・マーゴ人に分けられた。
ウル（UL）
神々の父。ウルゴ人の神。世界の創造に唯一加わらなかった。ゴリムという男の長時間にわたる祈りと忍耐に心を動かされ、息子たちから見捨てられた人間の一部の神になった。

## 国家

### アローン人国家
※神：熊神ベラー
リヴァ、風の島（The Isle of the Winds,Riva）
リヴァ人の住む国。創始者はチェレクの末息子《鉄拳》リヴァ。《アルダーの珠》を守護する要塞国家。西方諸国の北西部にある。現在の統治者はベルガリオン王とセ・ネドラ王妃（共同統治）。
※ふたりが旅に出た際は、《リヴァの番人》ブランドの次男・カイルが守を預かることになる。
チェレク（Cherek）
チェレク人の住む国。創始者はアロリア王《熊の背》チェレク。海洋国家。西方諸国の北西部にある。現在の統治者はアンヘグ王。バラクは彼の従兄弟である。
ドラスニア（Drasnia）
ドラスニア人の住む国。創始者はチェレクの長男《猪首》ドラス。密偵国家。西方諸国の北部にある。現在の統治者はローダー王→ケヴァ王。ケヴァが幼いため、母のポレンが摂政を務めている。シルクはこの国の王子であり、リセルもこの国の伯爵令嬢である。
アルガリア（Algaria）
アルガリア人の住む国。創始者はチェレクの次男《俊足》アルガー。遊牧国家。西方諸国の中部にある。現在の統治者は族長チョ・ハグ。ヘターは彼の養子である。

### その他西方諸国
センダリア（Sendaria）（神：すべての神）
諸民族の混血であるセンダリア人が住む王国。農業国家。西方諸国の中西部にある。現在の統治者はフルラク王。この国にあるファルドー農園でガリオンは育ち、ダーニクもこの国で生まれ育った。
ウルゴランド（Ulgoland）（神：ウル）
ウルゴ人が住む国。地下国家。西方諸国のほぼ中部にある。この国を統率する者はみな『ゴリム』を名乗る習慣がある。レルグはこの国の住人で、次期ゴリムの父親である。
アレンディア（Arendia）（神：雄牛神チャルダン）
アスター人とミンブル人が住む国。貴族国家。統治者はコロダリン王とマヤセラーナ王妃。西方諸国の西部にある。この国の王は『コロダリン』、王妃は『マヤセラーナ』と名乗る習慣があり、共同統治という形をとっている。レルドリン（アスター人）とマンドラレン（ミンブル人）の故郷。農奴制社会。 
※ミンブル人の血と文明を受け継ぐ民は、ダラシア保護領のペリヴォー島に居住している。
トルネドラ（Tolnedra）（神：獅子神ネドラ）
トルネドラ人が住む帝国。商業国家。西方諸国の中部にある。現在の統治者は皇帝ラン・ボルーン23世→ラン・ボルーン24世（＝ヴァラナ皇帝）。セ・ネドラはラン・ボルーン23世のたったひとりの愛娘。ヴァラナはボルーン家と盟友関係にあるアナディル家の出身で、セ・ネドラから慕われている。前作『ベルガリアード物語』では《休暇》と称してアンガラク国家との戦争に参加し、のちに後継者のいないラン・ボルーン23世の養子となった。
ニーサ（Nyssia）（神：蛇神イサ）
ニーサ人（Nyissans）が住む国。麻薬国家。西方諸国の西部にある。創始者はイサに仕えた巫女・サルミスラ。歴代の統治者は全員『サルミスラ』と名乗る習慣があり、サルミスラに似た容貌の少女を20人揃えて教育し、そのなかからひとりだけ『サルミスラ』として選ぶという習慣がある。現在のサルミスラは前作で、ポルガラの魔術で蛇にされた。サディはサルミスラに仕える宦官長であった。

### アンガラク人国家
※神：竜神トラクの死により不在
クトル・マーゴス（Cthol Murgos）
マーゴ人の住む国。ゴスカ・クタン・アラガ・ウルガ・モークト・クタカ・ハッガ・ゴルト・ヴァーカト（＝ヴァーカト島）の9つの軍管区から成る。西方諸国の中部～南部を支配し、西方諸国では最大の領土を誇る。現在の統治者はウルギット王。
ミシュラク・アク・タール（Mishrak ac Thull）
タール人の住む国。西方諸国の東部にある。現在の統治者はゲゼール王→ナセル王。
ガール・オグ・ナドラク（Gar og Nadrak）
ナドラク人の住む国。西方諸国の北東部にある。現在の統治者はドロスタ・レク・タン王。シルクのパートナー・ヤーブレックはこの国出身の商人である。
マロリー（Mallorea）
マロリー人の住む東方の大国。東方諸国の最北西にある。トラクが眠っていたクトル・ミシュラクがある。カマト・ダリヤ・ゲミル・ラクト・ヴェンナに分割されている。現在の統治者は皇帝カル・ザカーズ。 
※グロリムはアンガラク人の祭祀階級であり、すべてのアンガラク国家に住む。その宗教活動はトラクへの人身御供が中心であり、トラクの死後もなお続いているため、他のアンガラク人に恐れ嫌われている。しかも、人間の形態を持った者だけがグロリムというわけではなく、トラクの指示により猟犬に姿を変えた者もいる。また、猟犬の姿から人間に戻った者は自らをチャンディムと名乗っている。悪魔を召喚する能力を持つ者も存在する。

### 東方諸国（マロリーを除く）
※神：なし
カランダ七王国（The Seven Kingdoms of Karanda）
カランダ人の住む国。カタコール・パリア・ジェンノ・ガネシア・デルチン・ザマド・ヴォレセポから成る王国。悪魔崇拝国家。同じく悪魔を崇拝する北方の民モリンド人とはかつて血縁関係があったといわれる。マロリーの従属国で、東方諸国の北部～中部にある。かつてトラクはカタコールのアシャバに神殿を構え、そこで『アシャバの神託』を残した。
ダラシア保護領（Dalasian Protectorates）
ダル人の住む地域。フィンダ・エバル・トボレ・ペリヴォー（＝ペリヴォー島）・リカンディアの5つの地域からなる。神秘主義国家。東方諸国の中央～南に広がっている。トラクが《珠》の力で世界を東と西に二分した後、アンガラク人の配下になる。ミンブル人との混血民族が住むペリヴォーの統治者はオルドリン王。シラディスはリカンディアにある世界最古の都・ケルの出である。
※ダル人は、クトル・マーゴスのヴァーカト島にも居住している。
メルセネ帝国（Melcene）
メルセネ人の住む国。メルセナ（＝メルセネ諸島）・レンゲル・セランタ・ダーシヴァ・ガンダハール・ペルデインから成る帝国。科学国家。東方諸国の南西部にあり、世界で最初に文明が始まった場所とされる。今回の《闇の子》ザンドラマスはダーシヴァ出身。官僚制社会。